# Хробице (Злин)
Хробице (чеш. Hrobice) је насељено мјесто са административним статусом сеоске општине (чеш. obec) у округу Злин, у Злинском крају, Чешка Република.

## Становништво
Према подацима о броју становника из 2014. године насеље је имало 480 становника.